# Panker
Panker ist eine Gemeinde im Kreis Plön in Schleswig-Holstein.

## Geografie

### Geografische Lage
Das Gemeindegebiet von Panker erstreckt sich entlang der Ostseeküste im nordwestlichen Teil des Naturraums Ostholsteinisches Hügel- und Seenland (Haupteinheit Nr. 702) zwischen dem Selenter See und Großer Binnensee.

### Nachbargemeinden
Unmittelbar angrenzende Gemeindegebiete von Panker sind:
|                  |                                             |             |
| Hohenfelde       | Kompassrose, die auf Nachbargemeinden zeigt | Behrensdorf |
| Tröndel , Giekau | Lütjenburg                                  |             |

### Gemeindegliederung
Die Gemeinde besteht aus folgenden Ortsteilen:
- Darry
- Friedrichshof
- Gadendorf
- Gut Panker
- Matzwitz
- Satjendorf
- Todendorf
- sowie elf Ausbauten

## Geschichte
Panker wurde erstmals 1433 als „Pankuren“ erwähnt. Der Ortsname ist slawischen Ursprungs.

## Politik

### Gemeindevertretung
Bei der Kommunalwahl am 14. Mai 2023 wurden insgesamt 13 Sitze vergeben. Von diesen erhielt die CDU sieben Sitze und die Wählergemeinschaft Panker sechs Sitze.

### Wappen
Blasonierung: „In Blau ein breiter silberner Pfahl, belegt mit einem neugotischen roten Ziegelturm über polygonalem Grundriss mit Fialen oberhalb des Zinnenkranzes, gotischen Fenstern im unteren und kreisförmigen Fenstern in den oberen Geschossen und offenem, übergiebeltem Tor und begleitet beiderseits von drei pfahlweise gestellten, eingebogenen silbernen Rauten.“

## Gut Panker

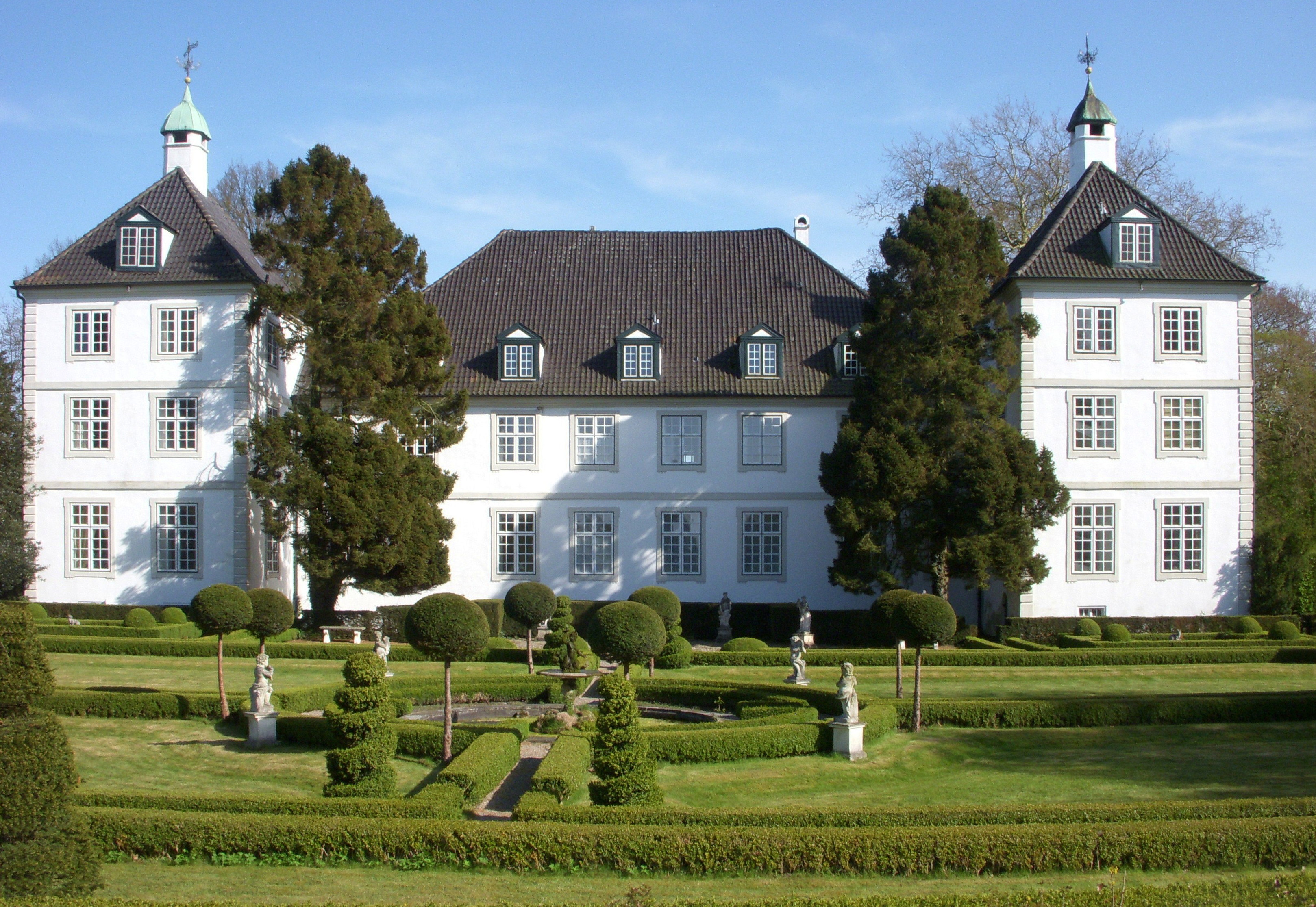
Das Herrenhaus auf Gut Panker

Vom 15. Jahrhundert bis zu seinem Verkauf an Friedrich I., Landgraf von Hessen und König von Schweden im Jahre 1739 gehörte das Gut Panker der alteingesessenen Familie Rantzau. Friedrich I. übergab das Gut und einige weitere Ländereien an seine unehelichen Söhne, die zu Grafen von Hessenstein erhoben wurden. Der direkt an der Ostsee liegende Gutshof wurde um diese Zeit herum erbaut, das heutige Herrenhaus wurde um 1800 errichtet. Es gehört zu den Gütern der Hessischen Hausstiftung und ist damit faktisch im Besitz des ehemaligen hessischen Fürstenhauses. Für die Öffentlichkeit ist es nicht frei zugänglich.
Gut Panker ist in Privatbesitz und wird heute noch bewohnt. Auf dem Gut befinden sich ein nach dem Lieblingspferd des ersten hessischen Gutsherren benanntes Restaurant (Ole Liese), eine Galerie im Torhaus und ein Gestüt.
Unweit des Gutshauses steht auf dem Pilsberg der Hessenstein, ein Aussichtsturm, 1841 aus Backstein erbaut.
Auf Gut Panker befindet sich ein 1947 durch die Kurhessische Hausstiftung gegründetes Trakehner-Gestüt. Die Zucht begann mit zwanzig Stuten, die aus Ostpreußen gerettet werden konnten.
Die Großsteingräber bei Panker liegen auf einem 87 m hohen Hügel an der Grenze zu Giekau.

## Schießplatz Todendorf

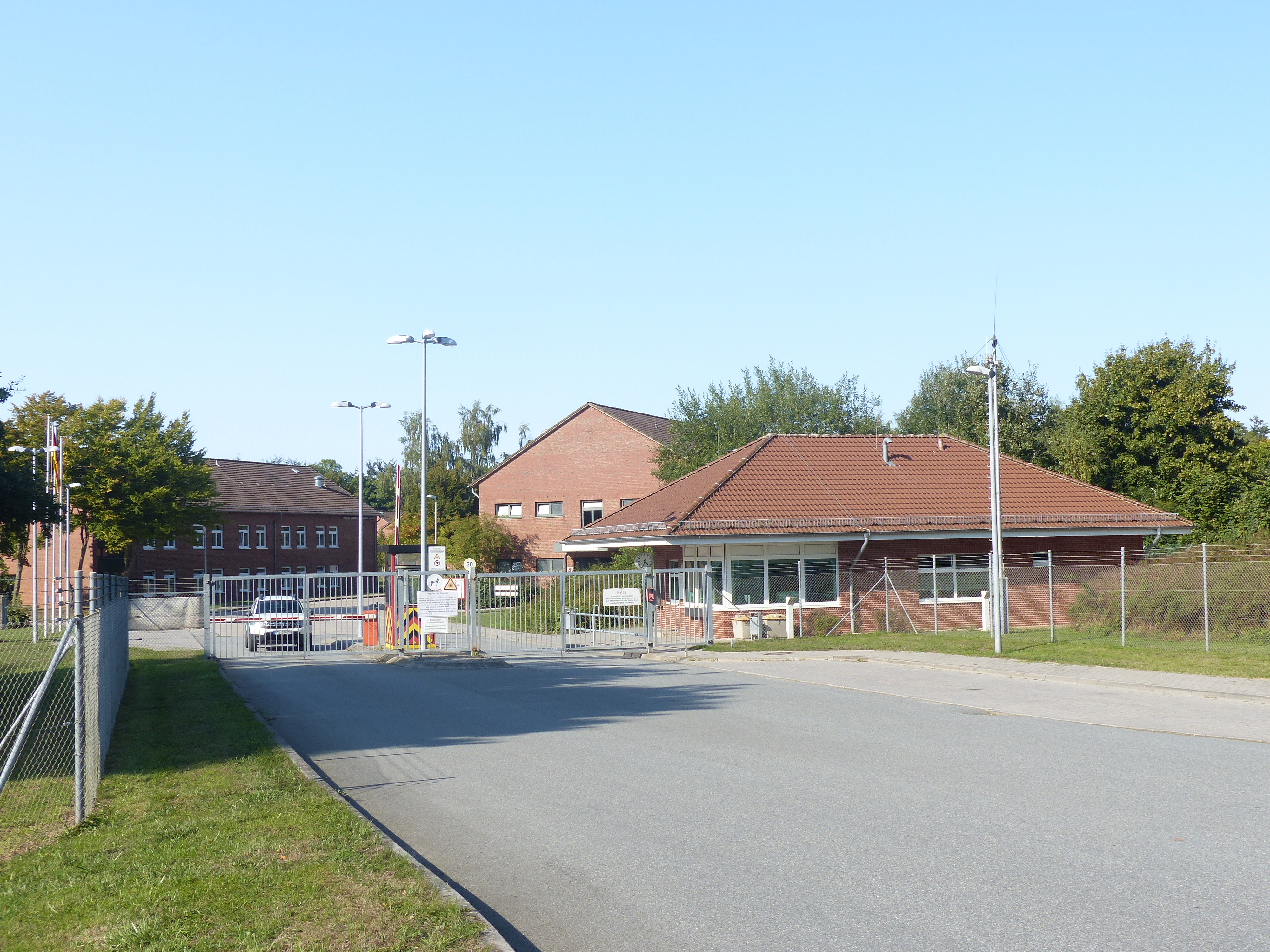
Das Zugangstor zum Schießplatzgelände bzw. zur Kaserne

Bei Todendorf befindet sich der etwa drei km² große Truppenübungsplatz Todendorf, ein militärisches Übungsgelände der Bundeswehr und Außenstelle des Truppenübungsplatz Putlos.